# Абзаково (Баймакский район)
Абза́ково (баш. Абҙаҡ) — деревня Мукасовского сельсовета Баймакского района Республики Башкортостан России.

## Географическое положение
Расстояние до:
- районного центра (Баймак): 62 км,
- ближайшей железнодорожной станции (Сибай): 29 км.

## Население
| 2002 | 2009 | 2010 |
| ---- | ---- | ---- |
| 146  | ↗166 | ↘144 |

Национальный состав
Согласно переписи 2018 года, преобладающая национальность — башкиры (99 %), 1% русские.

## Достопримечательности
В 4 км расположен водопад Гадельша - памятник природы.